# Messe (musique)
Pour l’article homonyme, voir Messe.
En musique, une messe est un ensemble cohérent de pièces liturgiques, susceptibles d'être chantées avec ou sans accompagnement instrumental au cours d'un office religieux spécifique, catholique, anglican ou luthérien. L'effectif nécessaire, à l'origine purement choral, correspond à celui des ensembles vocaux permanents présents dans les églises : une vingtaine de chantres, dont une douzaine d'adultes et six ou huit sopranos (des garçons). On se met assez tardivement à faire accompagner par un orchestre les pièces qui constituent ces messes. Elles sont généralement chantées en latin. 
Les 12 Messes de Marc-Antoine Charpentier H 1 à H 11, sa Messe à l’usage des instruments au lieu des orgues H 513, la Messe à deux chœurs et deux orchestres de Henry Desmarest, la Messe en si mineur (BWV 232) de Bach, la Missa in Angustiis (Hob. XXII:11) de Haydn, la Grande messe en ut mineur (KV 427) de Mozart, la Missa solemnis (op. 123) de Beethoven et la Deutsche Messe (D 872) de Schubert illustrent le genre avec orchestre.
Vers la fin du XVIIe siècle, sont composées des messes pour orgue seul, par exemple par François Couperin (Messe pour les paroisses, Messe pour les Couvents). D'autres organistes français des XVIIe siècle et XVIIIe siècle en composent également: (Nicolas Lebègue, Guillaume-Gabriel Nivers, André Raison, Nicolas de Grigny, Gaspard Corrette, Michel Corrette).
La musique liturgique polyphonique n'avait pas donné lieu d'emblée à la composition de messes complètes. Dès la période qui a suivi l'apparition d'un contrepoint écrit et élaboré (à la fin du XIIe siècle), des musiciens avaient mis en musique des sections isolées de l'office. Il est évident que la tradition de composer des pièces séparées perdura. On peut citer quelques partitions célèbres, beaucoup plus tardives, écrites par exemple sur le texte du Gloria (Antonio Vivaldi, Francis Poulenc, au XVIIIe siècle et au XXe siècle), mais aussi sur l’Agnus Dei (Samuel Barber, XXe siècle), ou dans certains courants contemporains sur le Kyrie ou le Sanctus. 

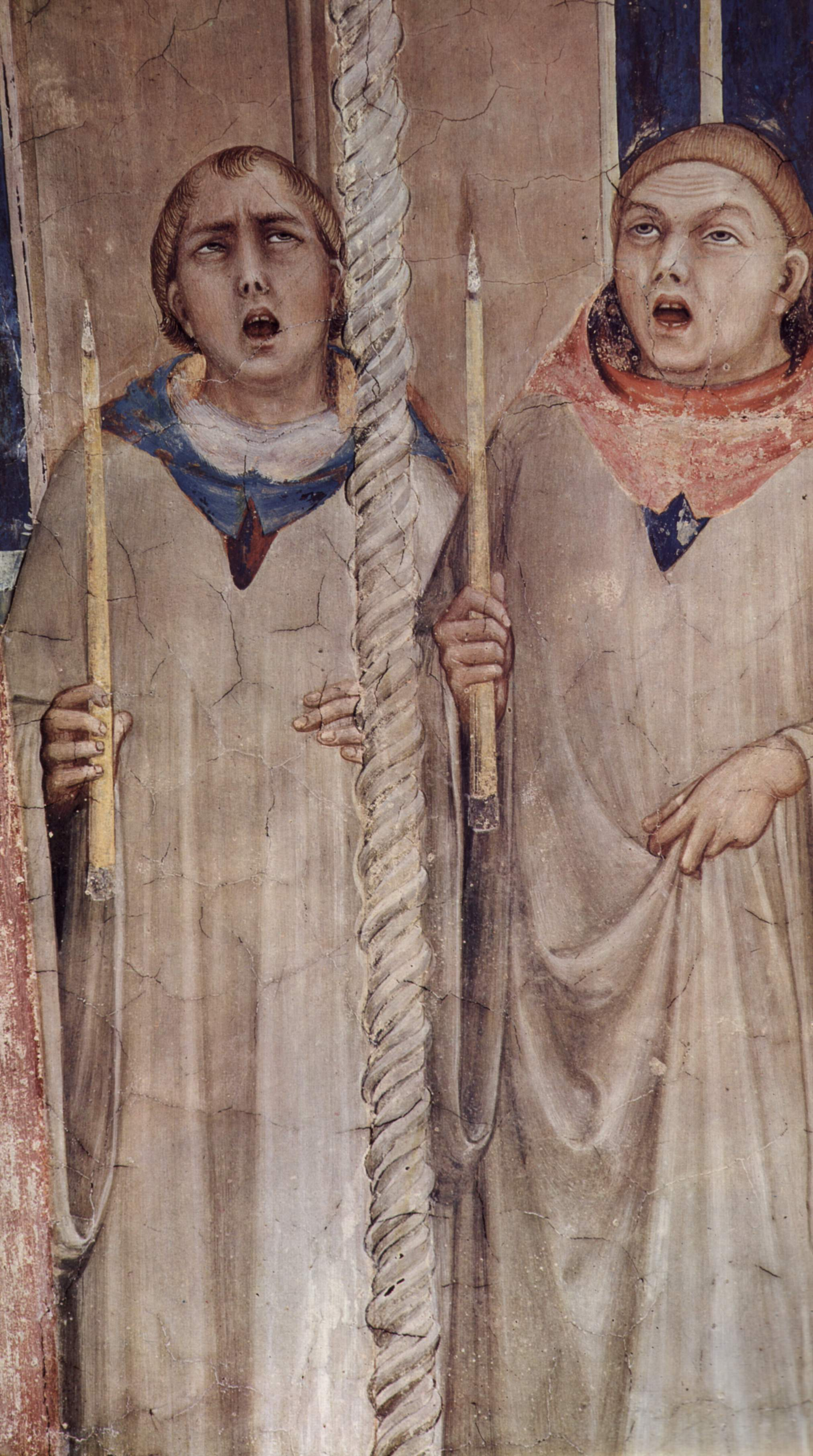
Simone Martini, religieux chantant la messe, Assise.

## Structure

### Composition d'une messe
Composer une messe a un sens assez différent suivant que l'on est intéressé par la liturgie ou par la musique. Dans le domaine liturgique, composer une messe consiste à préciser les éléments du Propre (Introït, Graduel, Alleluia ou Trait, Offertoire et Communion) : ceci conduit à la messe qui peut être dite dans une circonstance particulière (Propre d'un saint, d'une fête particulière ou d'une circonstance spécifique).
Les compositeurs ont eu tendance à se restreindre aux éléments de l'Ordinaire qui sont communs à toutes les célébrations liturgiques : de cette manière, les messes correspondantes sont génériques et peuvent être interprétées en n'importe quelle circonstance. Quand ils composent une messe spécifique avec des éléments du Propre, le cas le plus fréquent dans le genre musical est la messe votive : Requiem (messe votive pour les morts), messe du Couronnement, messe d'action de grâce, messe pour la paix. La circonstance particulière pour laquelle est composée la messe impose alors ses propres textes. Le Requiem (Missa pro defunctis ou Missa defunctorum) est une messe funèbre qui doit son nom aux premiers mots de l’Introït : « Requiem æternam dona eis, Domine » (Donne leur, Seigneur, le repos éternel). Il ne comporte ni Gloria, ni Credo, mais comporte la Séquence.

### Messe brève ou solennelle
Dans le rite catholique on distingue la Missa brevis, messe ordinaire (qui est de courte durée et omet le Gloria et le Credo), de la Missa solemnis réservée aux plus grandes occasions.
Dans la tradition protestante, la Missa brevis est une composition qui comporte un Kyrie et un Gloria, par opposition à la Missa tota, assez rare, dont l’exemple le plus remarquable est la Messe en si mineur de Jean-Sébastien Bach.
Ces titres sont souvent utilisés par les compositeurs (Missa brevis, KV 194 de Mozart, et Missa solemnis, opus 123 de Beethoven).

### Ordre des pièces
La liturgie veut que certaines pièces soient entonnées par le célébrant (Gloria, Credo). Quand la messe musicale est destinée à un usage liturgique, les pièces musicales ignorent généralement cette intonation (dont on ne peut attendre aucune valeur musicale) et reprennent la pièce depuis le début. Cependant, l'intervention du célébrant impose que la pièce fasse l'objet d'une section musicale indépendante.
Le déroulement des pièces liturgiques impose des ruptures dans les sections correspondantes de la messe musicale. En outre, l'appartenance de la pièce au Propre ou à l'Ordinaire conduit à deux types de messes musicales différentes, suivant qu'elles sont destinées à être utilisées de manière générique (pièces de l'Ordinaire) ou pour des circonstances particulières (pièces du Propre, pouvant inclure des pièces de l'Ordinaire).
La messe liturgique comporte également d'autres pièces susceptibles d'être chantées, comme l'Épitre, l'Évangile ou la Préface. Cependant, ces pièces ne sont pas "libres", mais doivent être interprétées par un acteur particulier : le diacre pour l'Évangile, le prêtre pour la Préface. De ce fait, elles ne sont jamais intégrées dans la composition musicale d'une messe, parce que le clerc chargé par son rôle pastoral d'une liturgie particulière peut n'avoir par ailleurs aucun talent musical. C'est pour les mêmes raisons que dans le missel officiel, les pièces chantées par le célébrant (et en particulier la Préface) sont toujours très simples musicalement parlant.
Le tableau ci-dessous concerne la messe traditionnelle (avant 1965) pour laquelle la plupart des messes ont été composées.
| Propre | Ordinaire    | Action liturgique         | |
| --- | ------------ | ------------------------- | --- |
| Antienne d'entrée ou Introït |              | Prières au bas de l'autel | Du verbe latin entrare, entrer, c'est le moment de la procession du célébrant et des acolytes vers l'autel qui inaugure le début de la messe ; le chant qui accompagne cette entrée suit la nature de la circonstance célébrée, ainsi les Introïts joyeux de Noël (« Puer natus est nobis, et filius datus est nobis » - Livre d'Isaïe IX, V) et de Pâques (Resurrexi) seront-ils très différents de l'Introït d'un Requiem pour la messe des défunts. Les premiers mots de l'Introït donnent normalement leur nom à la messe, c'est par exemple le cas pour les messes de Requiem. |
| | Kyrie        | Prières au bas de l'Autel | La structure du Kyrie (texte fixe de l'Ordinaire) reflète souvent la symétrie et la concision du texte. De nombreux Kyrie ont une structure ternaire (ABA) les deux "Kyrie eleison", construits de façon analogue, encadrent un "Christe eleison" qui s'en distingue nettement. La structure 'AAABBBCCC' correspond à des œuvres plus tardives. Mozart est célèbre pour avoir utilisé, dans sa Messe de Requiem en ré mineur KV 626, les mélodies de plain-chant du "Kyrie" et du "Christe" comme motifs d'une double fugue.                                                        |
| Les deux pièces de l'Introït et du Kyrie s'enchaînent dans la cérémonie, les compositeurs de Messe propre en ont souvent fait une pièce unique « Introït et Kyrie » (W.A. Mozart, J.S. Bach, Giuseppe Verdi, Gabriel Fauré...).   |              |                           | |
| | Gloria       | Entonné par le célébrant  | C'est une pièce de l'Ordinaire dont le texte est fixe. Le Gloria est un passage qui glorifie Dieu et le Christ. Chant de fête et de joie, il se dit aux messes qui présentent un caractère de fête, et est toujours omis aux messes de deuil (dont les Requiem) ou de pénitence. |
| |              | Oraison de Collecte       | Chantée ou dite par le célébrant. |
| |              | Épître (lecture)          | chantée ou lue par le sous-diacre (ou le prêtre), n'a jamais fait partie d'une composition |
| Graduel |              |                           | Ce chant tire son nom des degrés (marches) que montait le chantre. C'est un psaume antiphoné chanté après la première Lecture ; il disparaît de la messe célébrée le Samedi saint et la veille de la Pentecôte. |
| Alleluia ou Trait (liturgie), parfois suivi d'une Séquence |              |                           | L'Alleluia (en hébreu : Louez le seigneur), est chanté avant l'Évangile, sauf pendant les messes de Carême où il est remplacé par le Trait. Dans les deux cas, le texte est variable. |
| |              | Évangile                  | chanté ou lu par le diacre (ou le prêtre), n'a jamais fait l'objet d'une composition |
| |              | Sermon                    | |
| | Credo        | Entonné par le célébrant  | C'est le plus long des textes chantés, il fait partie de l'Ordinaire de la messe, suit normalement le texte du Symbole de Nicée. Une de ses incises, le Et incarnatus est, peut faire l'objet d'une pièce musicale séparée (par exemple : dans la Messe en ut mineur de Mozart). |
| Antienne d’Offertoire |              | Procession des offrandes  | |
| |              | Secrète, puis Préface     | Chantée ou dite par le célébrant |
| | Sanctus      | Consécration              | Il s'agit d'une doxologie à la gloire de la Trinité. Il peut éventuellement être coupé en deux morceaux, la partie commençant par le Benedictus étant alors normalement chantée après l'Élévation, au milieu de la Consécration. |
| | Pater Noster |                           | Chanté par le prêtre, ne fait pas partie des compositions anciennes |
| | Agnus Dei    | Communion du prêtre       | Il s'agit d'une mise en musique de la litanie adressée à l'agneau de Dieu. C'est le seul chant de l'Ordinaire qui varie (très peu) dans les messes de Requiem, où ses paroles sont légèrement différentes (dona eis requiem au lieu de dona nobis pacem). |
| Antienne de Communion |              | Communion des fidèles     | Elle varie suivant le Propre. Dans les messes traditionnelles, la communion des fidèles était exceptionnelle. |
| Dans la messe traditionnelle, la Communion s'enchaîne directement à l'Agnus, les compositeurs en ont souvent fait une pièce unique « Agnus Dei et Communio » (Requiem de Michael Haydn, de Cherubini, de Mozart, de Fauré, etc.). |              |                           | |
| |              | Oraison de Postcommunion  | Chantée ou dite par le célébrant. |
| | Ite          |                           | C'est la formule finale de la messe, Ite missa est, à laquelle l'assistance répond Deo gratias. Il est rare que cette pièce, qui est normalement un dialogue entre le prêtre et l'assistance, soit incluse dans une messe. |

On trouve également des pièces liées à des fonctions liturgiques spéciales, par exemple, dans la Messe de Requiem (Messe des morts), la très fameuse séquence du Dies iræ, qui se place après le Trait.

### Exemples
| Liturgie chantée    | Machaut        | Josquin des Prés     | Jean Richafort | Byrd            | J.S. Bach           | Mozart            | Beethoven         |
| ------------------- | -------------- | -------------------- | -------------- | --------------- | ------------------- | ----------------- | ----------------- |
| Messe               | de Nostre Dame | L'Homme armé 6. toni | Requiem        | à 3 voix        | en si mineur        | Requiem           | Solemnis          |
|                     | XIVe siècle    | début XVIe siècle    | XVIe siècle    | fin XVIe siècle | début XVIIIe siècle | fin XVIIIe siècle | début XIXe siècle |
| Introït             |                |                      | Introït        |                 |                     | Introït           |                   |
| Kyrie               | Kyrie          | Kyrie                | Kyrie          |                 | Kyrie               | Kyrie             | Kyrie             |
| Gloria              | Gloria         | Gloria               |                | Gloria          | Gloria              |                   | Gloria            |
| Graduel ou séquence |                |                      | Graduel        |                 |                     | Dies irae         |                   |
| Credo               | Credo          | Credo                |                | Credo           | Credo               |                   | Credo             |
| Offertoire          |                |                      |                |                 | Offertoire          | Offertoire        |                   |
| Sanctus             | Sanctus        | Sanctus              | Sanctus        | Sanctus         | Sanctus             | Sanctus           | Sanctus           |
| Benedictus          |                |                      | Benedictus     | Benedictus      |                     | Benedictus        |                   |
| Agnus Dei           | Agnus Dei      | Agnus Dei            | Agnus Dei      | Agnus Dei       | Agnus Dei           | Agnus Dei         | Agnus Dei         |
| Communion           |                |                      | Communion      |                 |                     |                   |                   |
|                     | Ite missa est  |                      |                |                 |                     |                   |                   |

## Histoire

### Moyen Âge

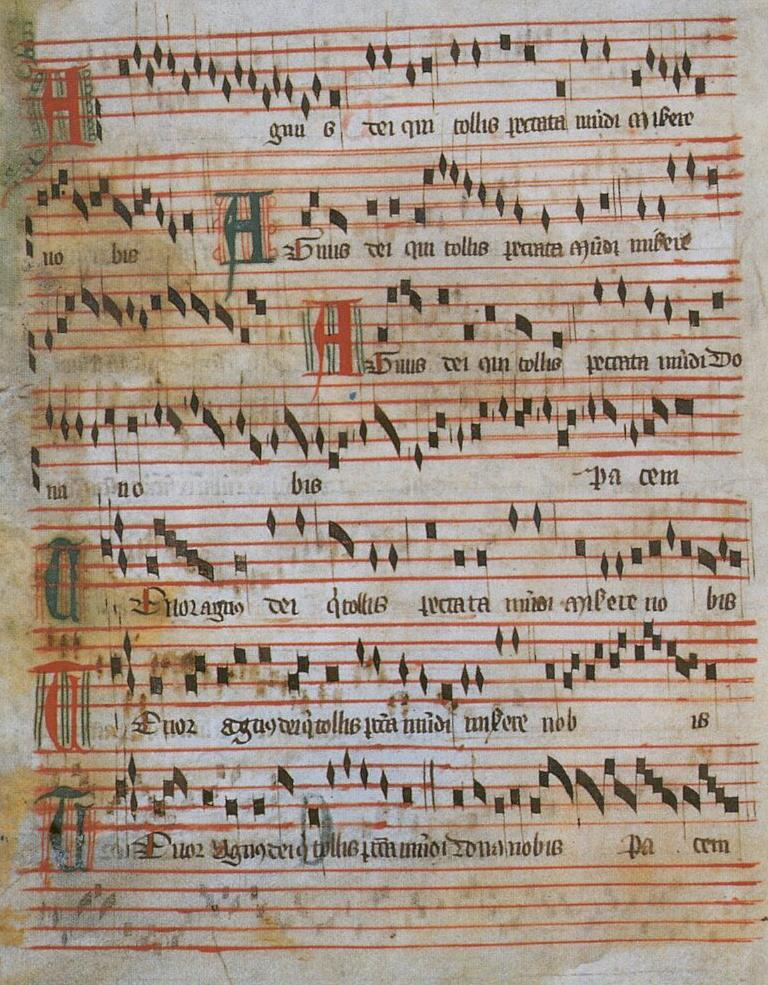
Missa de Barcelona, XIVe siècle.

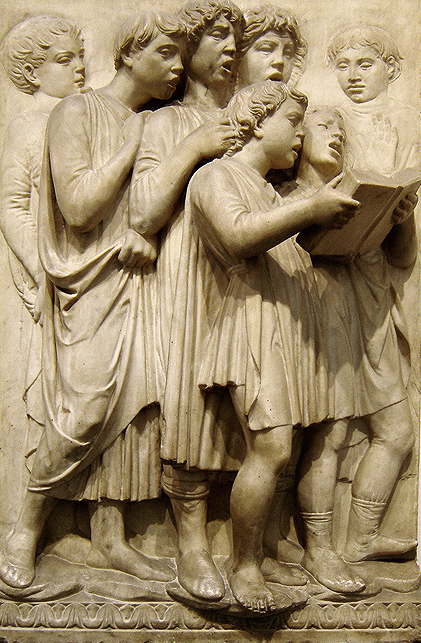
Luca della Robbia : le chœur des chantres (bas-relief sur la cantoria de la cathédrale Santa Maria del Fiore, Florence, XVe siècle).

#### Les débuts du chant liturgique
Dans les premiers temps, la forme musicale de la messe est indissociable de la liturgie, et entièrement subordonnée à celle-ci ; une messe ne se conçoit pas comme une œuvre musicale, mais comme une manière d'orner une cérémonie liturgique.
Les premières célébrations de la messe font appel à une forme de récitation ou de cantillation dont sont chargés les chantres, qui devient le plain-chant. Différents répertoires musicaux se développent dans la chrétienté à partir du Chant vieux-romain et du chant des Gaules (ou chant gallican), répertoires qui seront unifiés progressivement entre le VIe siècle et le VIIIe siècle quand le chant chrétien donne naissance au chant grégorien. Les voix chantent a cappella, et à l’unisson mais le caractère officiel du chant grégorien n'exclut pas l'emploi d'autres formes.
Les sections de l’Ordinaire s’imposent à des époques différentes, en commençant vraisemblablement par le Kyrie (qui serait chanté dès le VIIe siècle), le Credo n'intervenant pas avant 1014 dans l'Ordinaire romain catholique.

#### Les livres de chant
La nécessité d’organiser, de préserver et de transmettre le corpus de chants a donné naissance à plusieurs formes de recueils : le Graduel, qui contient le Propre des chants de la messe, le temporal et le sanctoral (Propre du temps ou Propre des saints). Le Graduel peut comporter une notation musicale, mais ce n'est pas une règle absolue. Le tropaire contient les tropes, le prosaire les proses ou Séquences qui peuvent être intégrés au Propre dans certaines messes. Destiné au soliste, le Cantatorium est particulier pendant le haut Moyen Âge. Ces recueils sont destinés aux chantres ou à la schola cantorum.
Vers le XIe siècle apparaît le Missel, somme de tous les textes nécessaires à la messe, qu'il s’agisse des prières, des références textuelles ou des chants réservés au prêtre célébrant. Citons aussi l’Antiphonale ou Antiphonaire, qui contient les antiennes et les autres parties de l'office destiné non à la messe mais à l'office des heures.
Dans tous les recueils grégoriens traditionnels, les pièces musicales sont notées en neumes.
Dans cette époque intermédiaire, l'exécution de la fonction musicale est progressivement transférée à la schola cantorum - du moins, pour les pièces qui n'exigent pas un acteur liturgique particulier. Ce sont ces pièces qui formeront finalement les différents éléments de la "messe" musicale.

#### L'usage de la polyphonie dans la messe
Au début du XIVe siècle, les compositeurs commencent à écrire des versions polyphoniques de certaines sections de l'Ordinaire. Les historiens ignorent la cause de cette renaissance soudaine de la musique religieuse et font l’hypothèse que les compositeurs s’étant tournés de plus en plus fréquemment vers la musique profane au cours des siècles précédents, un désintérêt pour la musique religieuse avait provoqué son déclin et donc la nécessité d’un renouveau. 
Deux manuscrits du XIVe siècle, le Codex Ivrea et le Codex Apt sont les sources principales des chants polyphoniques de l'Ordinaire. Sur le plan stylistique, les compositions ressemblent à la fois aux motets et à la musique profane de l'époque, écrits pour trois voix, la plus aigüe portant la mélodie. La majeure partie de ces compositions ont été écrites ou collectées pour la cour papale en Avignon. 
Plusieurs messes anonymes des XIIIe siècle et XIVe siècle nous sont parvenues intactes, dont la Messe de Tournai (fin du XIIIe siècle). Les musicologues ont noté des différences stylistiques laissant supposer que les différentes séquences ont été composées par des musiciens différents et rassemblées ensuite par les copistes afin de constituer un même ensemble. La première messe que les spécialistes attribuent avec certitude au même compositeur est la Messe de Nostre Dame de Guillaume de Machaut (XIVe siècle).

### Renaissance

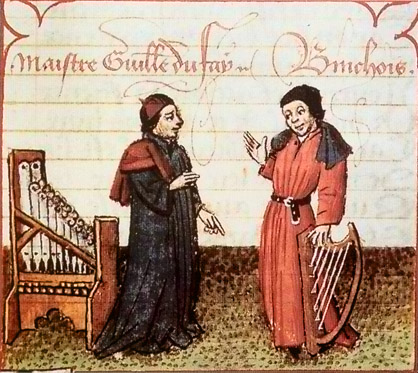
Guillaume Dufay à gauche représente la musique sacrée avec l'orgue.

La messe est la forme majeure des grandes compositions musicales de la Renaissance. Nous avons vu que les premières messes dataient en fait du XIVe siècle. Les compositeurs de cette époque écrivaient souvent des mouvements isolés, ou des couples de mouvements (Gloria-Credo, ou Sanctus-Agnus), mais dès le milieu du XVe siècle il est devenu courant pour un compositeur d'écrire une messe complète, et la messe devient le genre musical sacré le plus à même d'offrir aux compositeurs la possibilité de réaliser des œuvres monumentales, s'articulant autour d'une série de mouvements contrastés. Elle n’est éclipsée que plus tard, au moment où le motet et ses formes dérivées lui volent la vedette au début du XVIe siècle.
La plupart des messes du XVe siècle sont des messes unitaires qui emploient un thème commun, le cantus firmus, d’abord emprunté au chant grégorien, qui est tenu par la voix la plus aiguë (la teneur, d'où vient le mot ténor). Le cantus firmus va ensuite apparaître dans la ligne mélodique tenue par les autres voix, grâce à l’utilisation de diverses techniques de contrepoint. À la fin du XVe siècle, des compositeurs comme Guillaume Dufay, Johannes Ockeghem et Jacob Obrecht emploient des mélodies profanes comme cantus firmus. La mélodie de L'Homme armé apparaît ainsi dans plus d'une quarantaine de messes. 

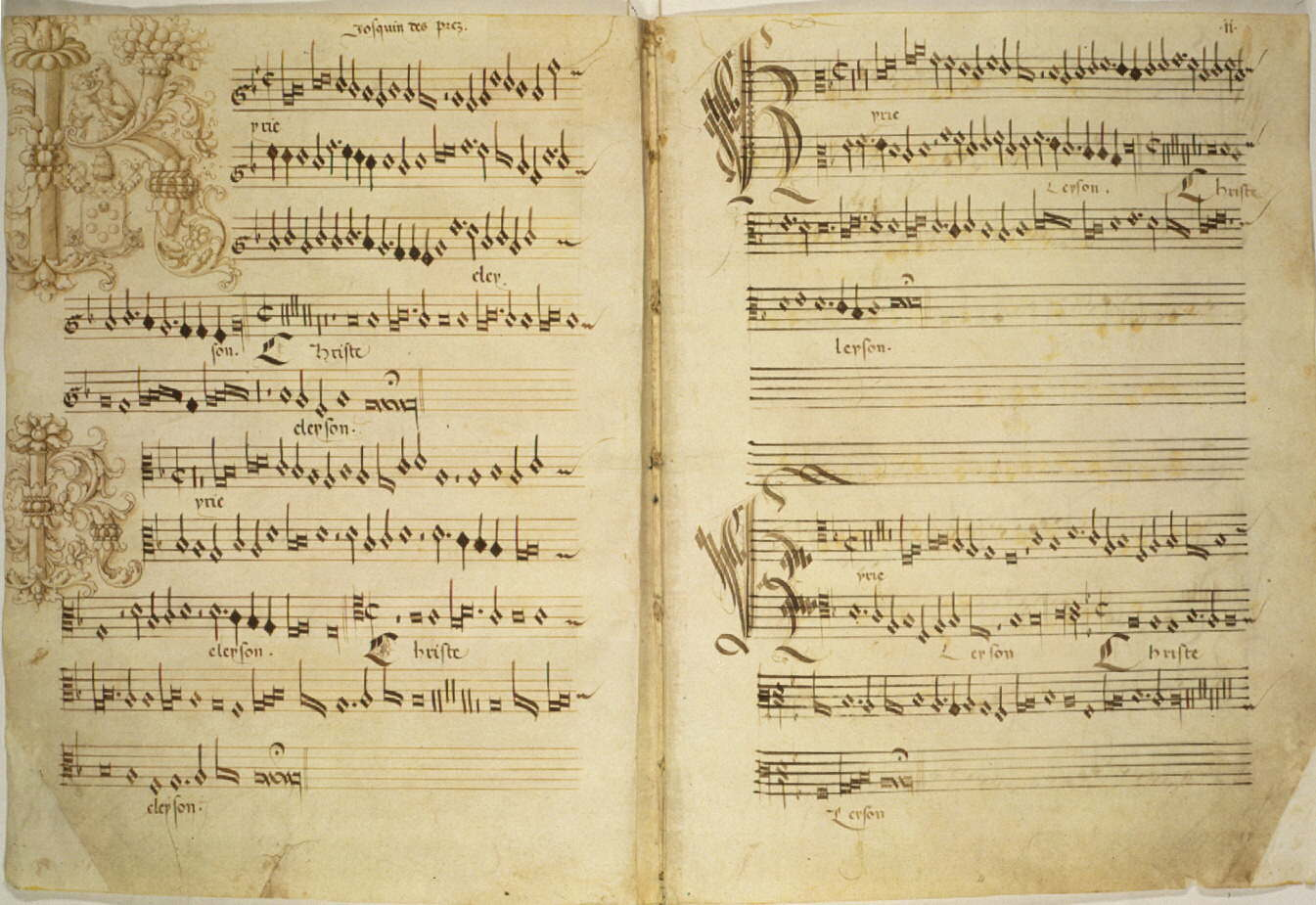
Manuscrit de la Missa de Beata Virginie de Josquin des Prés.

Ces innovations vont donner naissance à de nouvelles formes au début du XVIe siècle. Il s’agit d'abord de la technique de l’écriture en imitation, la « messe paraphrase », dans laquelle un motif musical porté par une première voix est repris successivement par une seconde puis une troisième voix tandis que la première passe au motif suivant. On voit aussi apparaître la « messe-parodie » (appelée encore « messe parodiée ») dans laquelle le compositeur reprend et développe un motet ou une chanson polyphoniques, qu'il fait chanter sur les paroles de l'Ordinaire. Dans l'usage français (franco-flamand), ces productions liturgiques sont chantées à cinq voix, ou parfois six voix, voire plus comme chez Antoine Brumel qui compose plusieurs messes dont une Messe du tremblement de terre (Et ecce terræ motus) à douze voix. L’imitation et la parodie ont peu à peu évincé le cantus firmus au cours du XVIe siècle. Palestrina à lui seul a composé cinquante-et-une messes parodies. Ces pratiques se répandent sans difficulté jusqu'au Concile de Trente, en 1562, qui allège la linéarité et le contrepoint, afin de permettre une écoute plus claire des textes, et qui décourage le recours à une partie de teneur issue du répertoire profane.
Les compositeurs ont également recours au canon. Les premières messes qui emploient cette forme sont la Missa prolationum de Johannes Ockeghem, dont chaque section est un canon de proportion sur une mélodie libre, et la Missa L’Homme armé de Guillaume Faugues qui compose un canon sur la célèbre mélodie de L’Homme armé. Pierre de La Rue a composé quatre messes en canon fondées sur le plain-chant, et l’une des messes de la maturité de Josquin des Prés, la Missa ad Fugam, est entièrement composée sous forme de canon de proportion, sans emprunt extérieur. 
La Missa sine nomine, littéralement Messe sans nom, est une expression qui s’applique aux œuvres composées à partir de nouvelles mélodies. Il arrive parfois que ces messes aient reçu un titre particulier, comme la Missa Papae Marcelli de Palestrina et il s'agit souvent de compositions en forme de canon, par exemple la Missa sine nomine de Josquin des Prés. Ce dernier a composé de nombreuses messes et apparaît comme le compositeur le plus important de la Renaissance. Dans la deuxième moitié du XVIe siècle, les représentants les plus remarquables du contrepoint sont l’Anglais William Byrd, le Castillan Tomás Luis de Victoria et l’Italien Giovanni Pierluigi da Palestrina, dont la Messe pour le Pape Marcel (1562) a peut-être sauvé la polyphonie sacrée des foudres du Concile de Trente. À cette époque, les compositeurs s'étaient tournés vers d’autres formes de musique sacrée qui leur permettaient de donner libre cours à leur créativité comme le motet et le madrigal spirituel. Les musiciens de l'école vénitienne, notamment, donnaient la préférence à d'autres formes musicales sur celle de la messe, bien qu'il nous soit parvenu des messes d'Adrien Willaert dans le style de Josquin des Prés, ou d'Annibale Padovano, qui a laissé une Missa a 24 qui emploie trois chœurs de huit voix chacun. Enfin, d’autres musiciens comme Roland de Lassus, installé à Munich c’est-à-dire à une distance confortable des réformes tridentines, continuent à écrire des messes-parodies sur des mélodies profanes. 
La Réforme a introduit des divergences entre la liturgie catholique et protestante. Luther publie en 1526 un texte sur La Messe allemande et l’Ordre du Service divin dans lequel il préconise l'emploi de l’allemand plutôt que du latin, méconnu des simples fidèles. Ainsi le dimanche, le Credo sera chanté en allemand.

### Du baroque au romantisme

#### Évolution
À la fin du XVIe siècle, des compositeurs comme Pedro Bermúdez (1558-1605) vont s'installer en Amérique latine et composer des messes (Misa de bomba et Misa de feria) dans le style des messes catholiques européennes. Ces compositeurs donneront naissance à la musique baroque de la Nouvelle-Espagne, qui comporte un vaste répertoire d'œuvres sacrées.
Même si avec l’avènement de nouvelles formes musicales, comme l’opéra, l'oratorio ou la cantate la messe n'est plus le seul genre qui permette des compositions monumentales, elle continue à inspirer des chefs-d’œuvre. Un certain nombre de musiciens, comme Claudio Monteverdi ou Gregorio Allegri continuent à composer des messes chorales dans le style de celles de Palestrina, mais à partir du XVIIe siècle apparaissent des innovations en Italie et en France : Marc-Antoine Charpentier compose 12 Messes pour solistes, chœur et orchestre, voir pour plusieurs chœurs (Messe à quatre chœurs H 4, ou uniquement instrumentale, Messe pour plusieurs instruments au lieu des orgues, H 513). Henry Desmarest laisse une grandiose Messe à deux chœurs et deux orchestres, Alessandro Scarlatti (Messe de sainte Cécile), Giovanni Battista Pergolese (grande Messe solennelle à dix voix, double chœur, deux orchestres et deux orgues) enrichissent le répertoire sacré. 
Les compositeurs ont toujours recours au réemploi, continuant la tradition de la « messe parodie ». Dans la Messe en si mineur de Bach, par exemple, le compositeur reprend certains des thèmes qu'il a élaborés dans des morceaux antérieurs. Dans cette messe, on constate également une influence de l'opéra sur la musique sacrée, avec l'apparition d'airs et de duos. 
Le rituel anglican (aussi appelé Communion service) s'écarte du rituel catholique. Non seulement les textes sont chantés en anglais, mais le Gloria vient généralement en dernière position. Comme le Benedictus et l'Agnus Dei ne figurent pas dans la liturgie du Book of Commons Prayers de 1662, ils n'apparaissent pas dans les compositions anglicanes.

#### Compositeurs majeurs
- Jehan Titelouze (1563 - 1633) : Missa quator vocum. In Ecclesia. Missa quator vocum. Votiva. Missa sex vocum. Cantate. Missa sex vocum. Simplici.
- Antoine Brumel (1460-1515 ?) : Missa "Et ecce terrae motus" (The Earthquake Mass), Missa pro defunctis (Requiem)
- Francesco Cavalli (1602-1656) : Messa Concertata ;
- Henry Dumont (1610-1684) : 5 Messes en plain-chant
- Marc-Antoine Charpentier (1643-1704) : 12 Messes, dont une instrumentale
- Guillaume-Gabriel Nivers (1632-1714) : Messes en plain-chant
- Heinrich Ignaz Franz Biber (1644-1704) : Missa Salisburgensis, Missa Sancti Henrici, Missa Bruxellensis, Missa Christi resurgentis ;
- Henry Desmarest (1661-1741) : Messe à deux chœurs et deux orchestres
- André Campra (1660-1744) : Messe de Requiem, Messe Ad majorem Dei gloriam
- François Couperin (1668-1733) : Messe à l'usage des paroisses, Messe à l'usage des couvents
- Jan Dismas Zelenka (1679-1745) : plus de vingt Messes ;
- Johann Sebastian Bach (1685-1750): Messe en si mineur ;
- Joseph Haydn (1732-1809) : quatorze messes, dont la Missa in Angustiis, la Theresienmesse et la Missa in tempore belli (Messe pour un temps de guerre) (en allemand Paukenmesse : Messe avec timbales) ;
- Michael Haydn (1737-1806) : plus de quarante Messes ;
- Wolfgang Amadeus Mozart (1756-1791) : dix-huit Messes dont la Messe du Couronnement, KV 317 (1779), la Grande messe en ut mineur, KV 427 (1782-83) et le Requiem, KV 626 (1791);
- Luigi Cherubini (1760-1842) : onze messes ;
- Ludwig van Beethoven (1770-1827) : Messe en ut majeur (1807), Missa solemnis (1818-22) ;
- Gioachino Rossini (1792-1868) : Messe (Bologne 1808), Messe (Ravenne 1808), Messe (Rimini 1809), Messa di Gloria (1820) pour soliste, chœur et orchestre, Petite messe solennelle (1863) ;
- Franz Schubert (1797-1828) : six Messes en latin, dont la messe en mi bémol majeur D.950, et la Messe allemande ;
- Hector Berlioz (1803-1869) : Messe solennelle, Grande Messe des morts (Requiem)
- Robert Schumann (1810-1856) : Requiem für Mignon (1850) ;
- Franz Liszt (1811-1886) : Missa Choralis ; Missa solemnis (1856) ; Messe du couronnement composée pour François-Joseph Ier et son épouse Élisabeth de Wittelsbach (1867) ;
- Giuseppe Verdi (1813-1901) : Requiem (1874) ;
- Charles Gounod (1818-1893) : a composé une quinzaine de Messes dont une Messe Saint-Louis (1841), une Messe pascale (1843), la Messe de sainte Cécile (1854) qui le rendra célèbre, une Messe solennelle de Pâques (1874) et une Messe du Sacré-Cœur (1876) ;
- Anton Bruckner (1824-1896), Windhaager Messe pour alto, deux cors et orgue, WAB 25 (1842), Kronstorfer Messe, WAB 146 (1843), Messe für den Gründonnerstag, WAB 9 (1844–1845), Missa solemnis en si bémol majeur, WAB 29 (1854), Messe en ré mineur, WAB 26 (1864), Messe en mi mineur pour chœur à huit voix et instruments à vent, WAB 27 (1866), Messe en fa mineur, WAB 28 (1868).
- Johannes Brahms (1833-1897) : Un requiem allemand (1868) ;
- Camille Saint-Saëns (1835-1921), Messe à quatre voix, chœur, orgue et orchestre (1855), Requiem (1878)

### Époque moderne

#### Les réformes liturgiques
Le genre musical de la Messe avait suivi une évolution parallèle à celle de la musique classique, dans un contexte où la cérémonie liturgique était conçue comme une sorte de représentation figée, auquel le public assistait passivement, comme à un spectacle. Le renouveau liturgique du XIXe siècle change cette conception artistique de la Messe, en recentrant la cérémonie sur son contexte spirituel. Au début du XXe siècle, le pape Pie X entreprend en conséquence de mettre de l’ordre dans la musique religieuse, convaincu que les compositeurs célèbres se sont écartés de l’esprit qui convient au contexte religieux dans lequel se déroule la messe. Il préconise dans ce but un retour au plain-chant, au chant grégorien et à la polyphonie. Son point de vue témoigne de l’influence des recherches entreprises à l'Abbaye de Solesmes. Parmi les recommandations du pape on trouve les suivantes :
- Que les messes soient composées de façon unitaire
- Que les percussions en soient exclues
- Que le chœur soit exclusivement composé d'hommes
- Que les fidèles soient formés au chant grégorien

Au sens strict, ces règles ont à présent peu d’influence en dehors des congrégations religieuses, surtout après le Concile Vatican II. Récemment, le pape Benoît XVI est revenu sur cette question en préconisant le retour au chant religieux et en s’appuyant sur le texte du concile Sacrosanctum Concilium. Elles ont conduit à de nombreuses compositions utilisées dans les assemblées modernes, d'un intérêt musical généralement très marginal.
Inversement, il est rare que les messes composés par des compositeurs modernes soient effectivement utilisées dans le domaine liturgique.

#### Œuvres modernes
- Frank Martin (1890-1974) : Messe pour double chœur a cappella
- Herbert Howells (1892-1983) : Missa Sabrinensis, A Coventry Mass, Mass in the Dorian Mode
- Francis Poulenc (1899-1963) : Missa Brevis
- Maurice Duruflé (1902-1986) : Messe Cum Jubilo (op. 11)
- Jean Langlais (1907-1991) : Missa "In Simplicitate" pour chœur à l'unisson et orgue, Missa Solemnis "Orbis Factor" pour chœur mixte, chant d'assemblée et orgue, Missa "Salve Regina" pour chœur d'hommes, 2 orgues et 2 ensembles de cuivres
- Benjamin Britten (1913-1976) : War Requiem (1962) ;
- Joachim Havard de la Montagne (1927-2003) : Missa ultima pour chœur et orgue (1968), Messe de la Miséricorde pour chœur d'hommes ou mixte et orgue (1985), Messe de la Paix pour chœur d'hommes, orgue et cuivres (1985)
- Frederick Delius : A Mass of Life
- Ralph Vaughan Williams : Messe en sol mineur
- Igor Stravinsky : Messe
- Leonard Bernstein : Mass. A Theatre Piece for Singers, Players and Dancers
- David Maslanka : Messe
- George Lloyd : A symphonic Mass
- Bertold Hummel : Missa Laudate Pueri[12]
- John Rutter : Mass of the Children
- Steve Dobrogosz : Jazz Mass
- Dave Brubeck : Mass To Hope
- James MacMillan : Missa Brevis
- Gabriel Jackson : Missa Triuriensis
- Kentaro Sato : Messe pour la paix (Missa pro Pace)
- Olivier Messiaen : Messe de la Pentecôte (pour orgue)
- Valentin Villard: Messe à six voix[13]
- Karl Jenkins (1944-) : L'homme armé : une messe pour la paix (2000).
- Andrew Lloyd Webber (1948–) : Requiem (1985).

Les musiciens continuent à écrire des messes en adoptant une très grande liberté d'écriture. La Misa Criolla (1963) de l’Argentin Ariel Ramirez, la Missa Luba congolaise adaptent les chants de l'Ordinaire aux rythmes et aux mélodies d’autres continents que l'Europe.